# Ceryerda cursitans
Ceryerda cursitans är en spindelart som beskrevs av Simon 1909. Ceryerda cursitans ingår i släktet Ceryerda och familjen plattbuksspindlar.
Artens utbredningsområde är Western Australia. Inga underarter finns listade i Catalogue of Life.